# De Profundis (album Vadera)
De Profundis je drugi studijski album poljskog death/thrash metal sastava Vader. Album je 5. srpnja 1995. godine objavila diskografska kuća Croom Records.

## Pozadina
De Profundis snimljen je u svibnju 1995. u studiju Modern Sound u Gdinji. Producent albuma je Adam Toczko. Album masteriran je Grzegorz Piwkowski. Glazbeni spot uživo snimljen je za pjesmu "Incarnation". Album je prodan u približno 17.000 primjeraka u dva tjedna u Poljskoj.

## Popis pjesama
Glazba: Piotr "Peter" Wiwczarek.
| 1.    | »Silent Empire«                | Paweł Frelik     | 4:02 |
| 2.    | »An Act of Darkness«           | Paweł Wasilewski | 1:56 |
| 3.    | »Blood of Kingu«               | Piotr Wiwczarek  | 4:38 |
| 4.    | »Incarnation«                  | Paweł Wasilewski | 3:08 |
| 5.    | »Sothis«                       | Paweł Wasilewski | 3:42 |
| 6.    | »Revolt«                       | Piotr Wiwczarek  | 3:36 |
| 7.    | »Of Moon, Blood, Dteam and Me« | Paweł Wasilewski | 3:51 |
| 8.    | »Vision and the Voice«         | Paweł Wasilewski | 3:29 |
| 9.    | »Reborn in Flames«             | Piotr Wiwczarek  | 5:39 |
| 34:01 |                                |                  |      |

| Bonus pjesma na američkom izdanju | Bonus pjesma na američkom izdanju   | Bonus pjesma na američkom izdanju | Bonus pjesma na američkom izdanju | Bonus pjesma na američkom izdanju | Bonus pjesma na američkom izdanju | Bonus pjesma na američkom izdanju | Bonus pjesma na američkom izdanju | Bonus pjesma na američkom izdanju | Bonus pjesma na američkom izdanju |
| Br.                               | Skladba                             | Tekstopisac                       | Skladatelj                        | Trajanje                          |                                   |                                   |                                   |                                   |                                   |
| --------------------------------- | ----------------------------------- | --------------------------------- | --------------------------------- | --------------------------------- | --------------------------------- | --------------------------------- | --------------------------------- | --------------------------------- | --------------------------------- |
| 10.                               | »I Feel You« (obrada Depeche Modea) | Martin Gore                       | Martin Gore                       | 4:24                              |                                   |                                   |                                   |                                   |                                   |
| 38:25                             |                                     |                                   |                                   |                                   |                                   |                                   |                                   |                                   |                                   |

## Zasluge
| Vader - Peter – vokal, gitara, - China – gitara - Shambo – bas-gitara - Doc – bubnjevi | Ostalo osoblje - Adam Toczko – inženjer zvuka, produkcija - Tomasz Bonarowski – inženjer zvuka - Grzegorz Piwkowski – mastering - Wes Benscoter – naslovnica - Tomasz Malinowski – fotografije |